# Tour du Midi
La tour du Midi (en néerlandais : Zuidertoren) est un gratte-ciel de Bruxelles, en Belgique. Elle est située à Saint-Gilles, non loin de la gare de Bruxelles-Midi, dont elle tient son nom. Avec ses 150 mètres de hauteur (sans compter la flèche), elle est la plus haute tour de la capitale ainsi que la plus haute du pays.
Elle fut construite entre 1961 et 1967 par la Caisse nationale des pensions pour employé, aujourd'hui le service fédéral des pensions, d’où son surnom de « Tour des pensions ».

## Histoire

### Construction

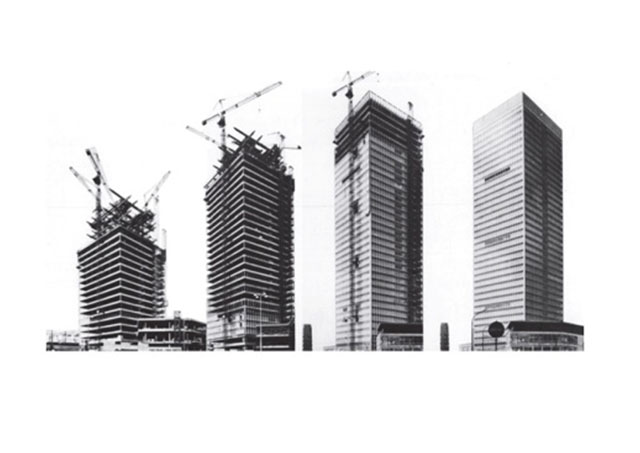
Construction de la Tour du Midi.

La construction débuta en 1962 et se finit 1967, dans le cadre de la bruxellisation des années 1960 et 1970 en Belgique.

### Rénovation
En 1996 débutèrent les travaux de rénovation du bâtiment. Les façades de verres ont été remplacées et l’intérieur a été adapté aux normes actuelles : suppression de l’amiante, la mise à niveau du réseau électrique. L’accueil et l’espace destiné aux visiteurs ont aussi été mis au goût du jour.

## Technique de construction
La technique utilisée pour construire la tour du midi était audacieuse et unique. Chaque étage de la tour est suspendu à un socle qui forme le noyau central de la tour.
Ce noyau central contient les escaliers, les ascenseurs, les sanitaires et autres locaux techniques. Ce noyau central occupe 40 % de la superficie du bâtiment, il reste donc 60 % de la superficie pour les espaces de bureaux. De plus le socle ne repose pas sur le sol mais sur des fondations munies de vérins capables de redresser la tour en cas de tremblement de terre.
Le bâtiment compte 37 étages qui reposent sur des poutres maitresses accrochées au noyau central telles des branches accrochées à leur tronc. Ces poutres sont au nombre de 144 et font 40 mètres de long et pèsent 40 tonnes chacune.
Cette technique permet d’éviter l’utilisation de colonnes, ce qui libère de grands espaces utiles. Les poutres maitresses sont alternées aux étages pairs et impairs de manière à éviter les problèmes de connexion à leur intersection.
Ces poutres ont été précontraintes lors de leur fabrication via la technique élaborées par l’ingénieure Lipski : Préflex. Cette technique est utilisée afin d’éviter les déformations dues aux poids des étages.
Comme l’immeuble du Berlaymont (abritant les services de la Commission européenne), la tour n’est arrimée au sol que par son noyau central. Dégagé, à la base, sur une hauteur de 8 mètres, il baigne dans des bassins dont l’eau sert à alimenter le système de refroidissement du conditionnement d’air des étages inférieurs.
Des sculptures en métal de Jean-Pierre Ghysels et Jacques Moeschal animent les jets d’eau par des ressauts successifs.
Un bâtiment bas de trois étages (le « Bloc B »), très allongé, y est relié par une passerelle (qui joint ainsi le deuxième étage de chacun des bâtiments).

## Dans la culture

### Téléfilm
- Les fonctionnaires (1971) de Jean-Jacques Péché et Pierre Manuel[2], pour la RTBF, avec Michel Demaret

## Images

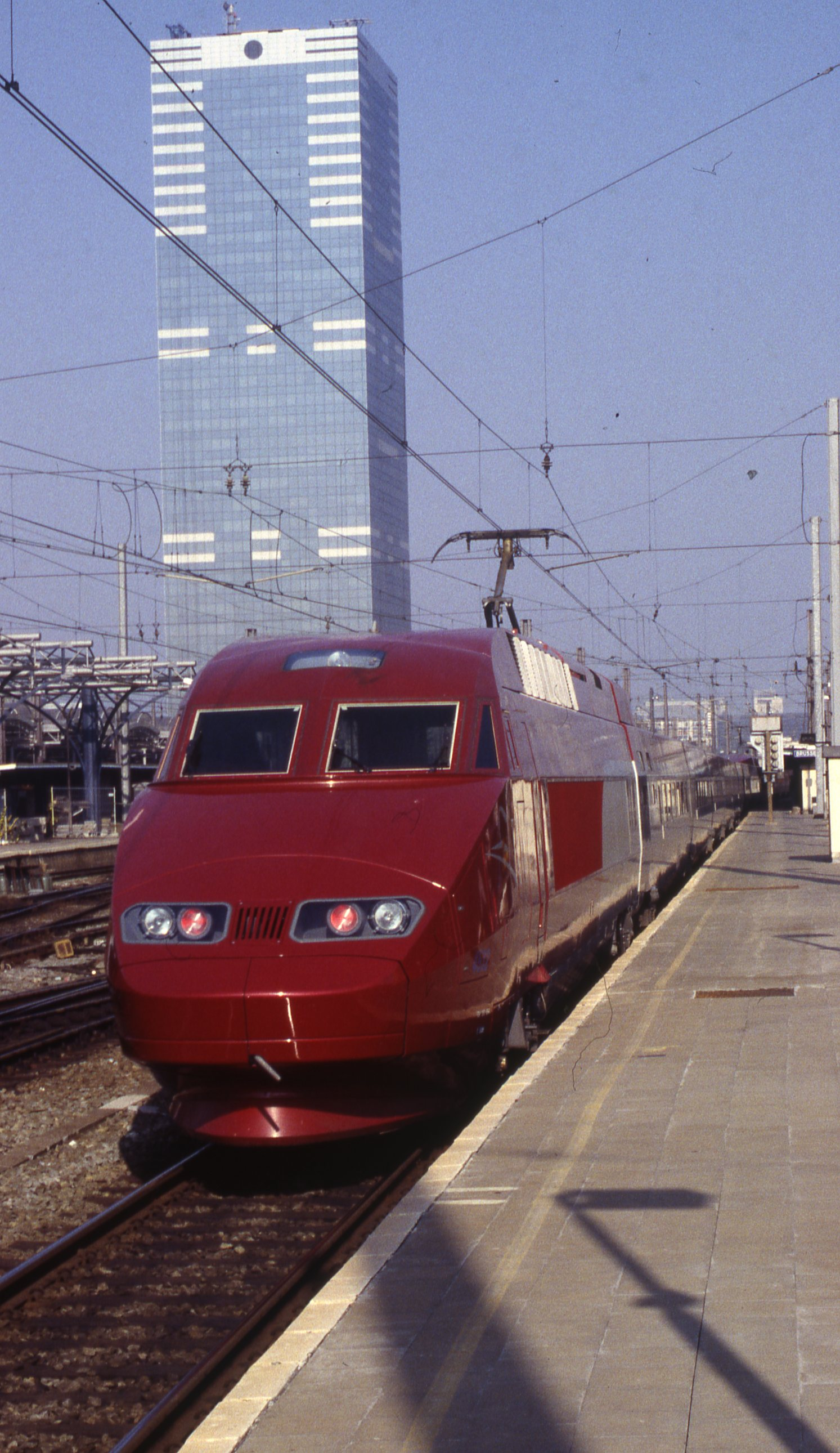
La tour du Midi, vue depuis la gare de Bruxelles-Midi en 1996 avec un Thalys en premier plan.
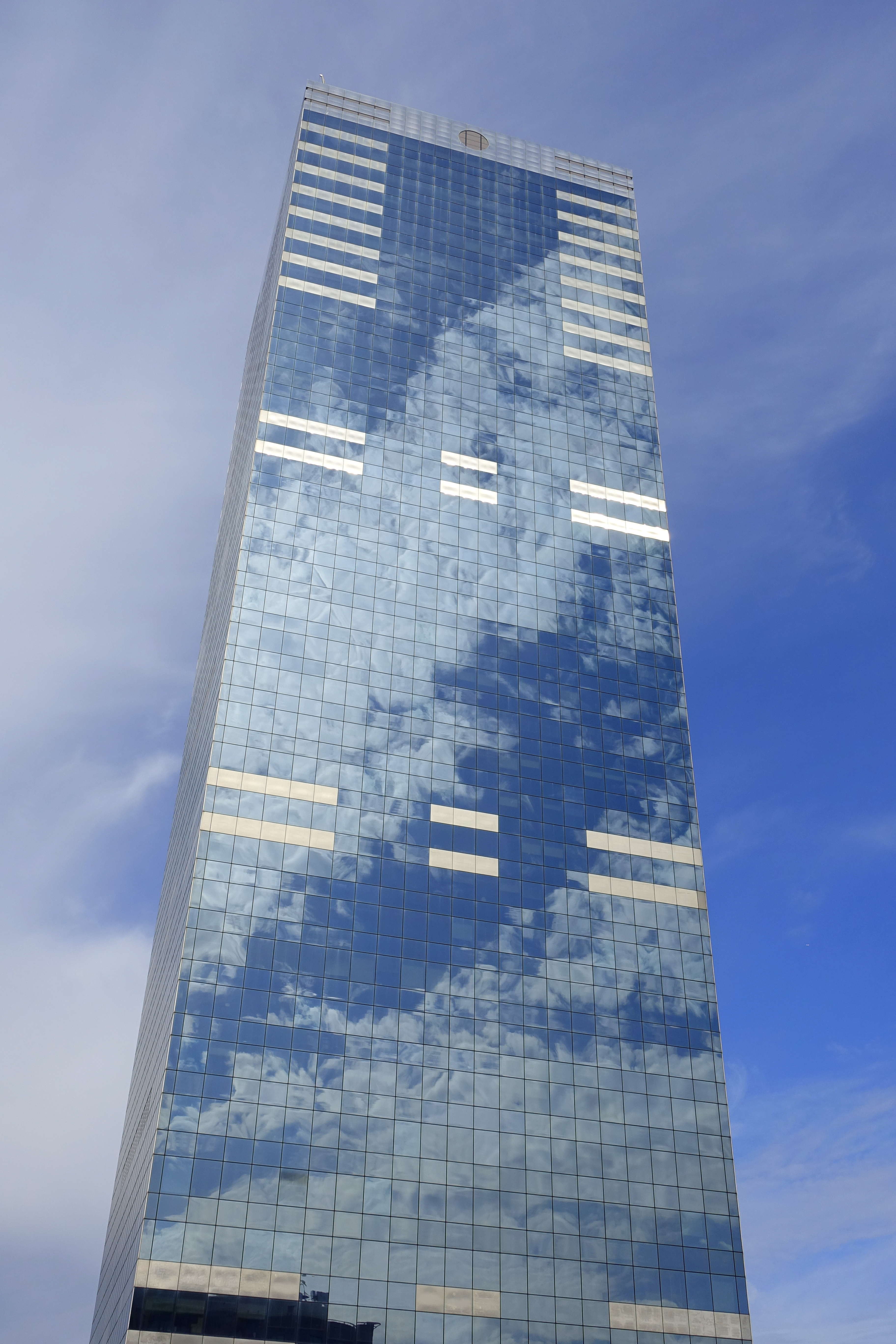
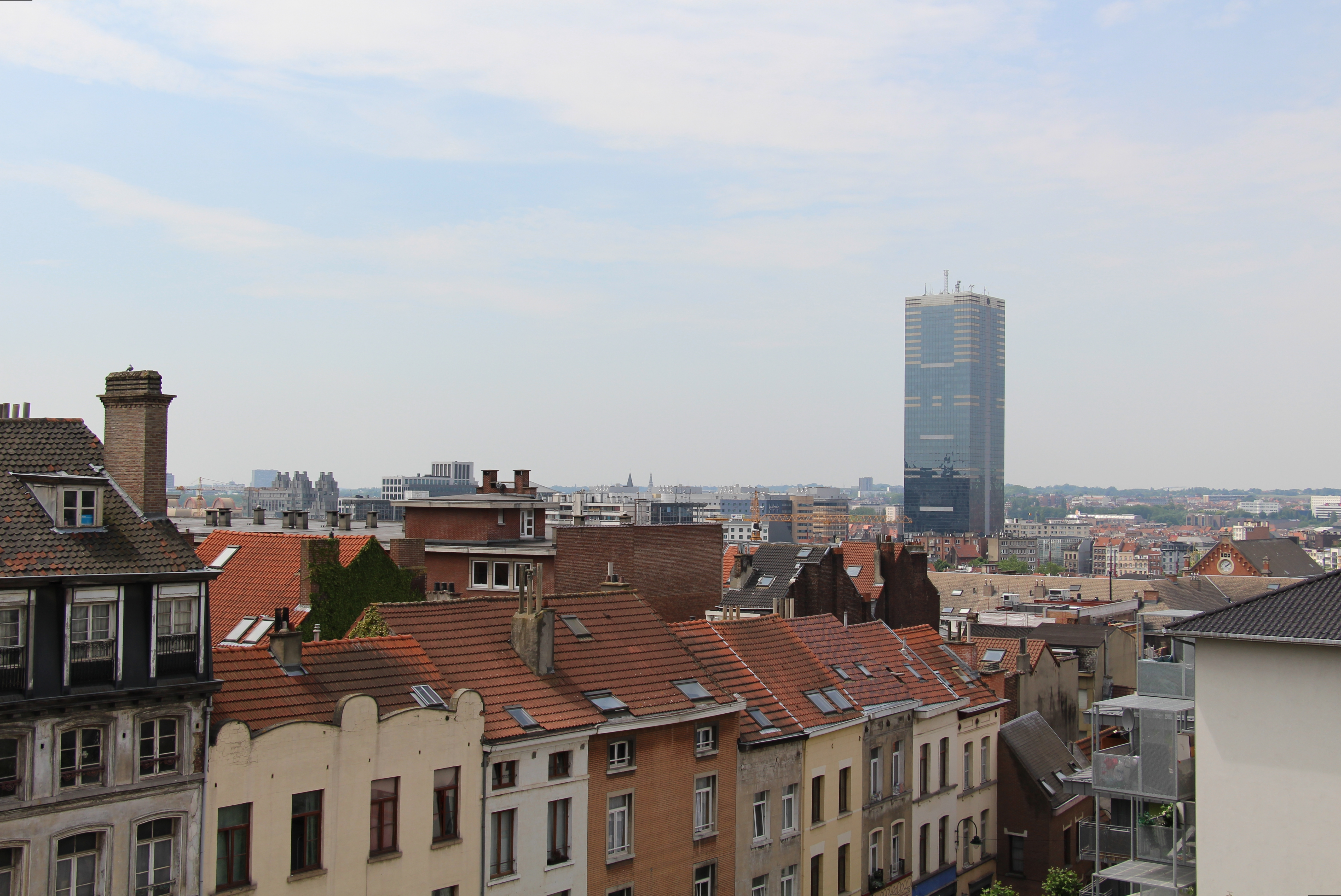
La tour du Midi vue depuis le palais de Justice de Bruxelles, place Poelaert.
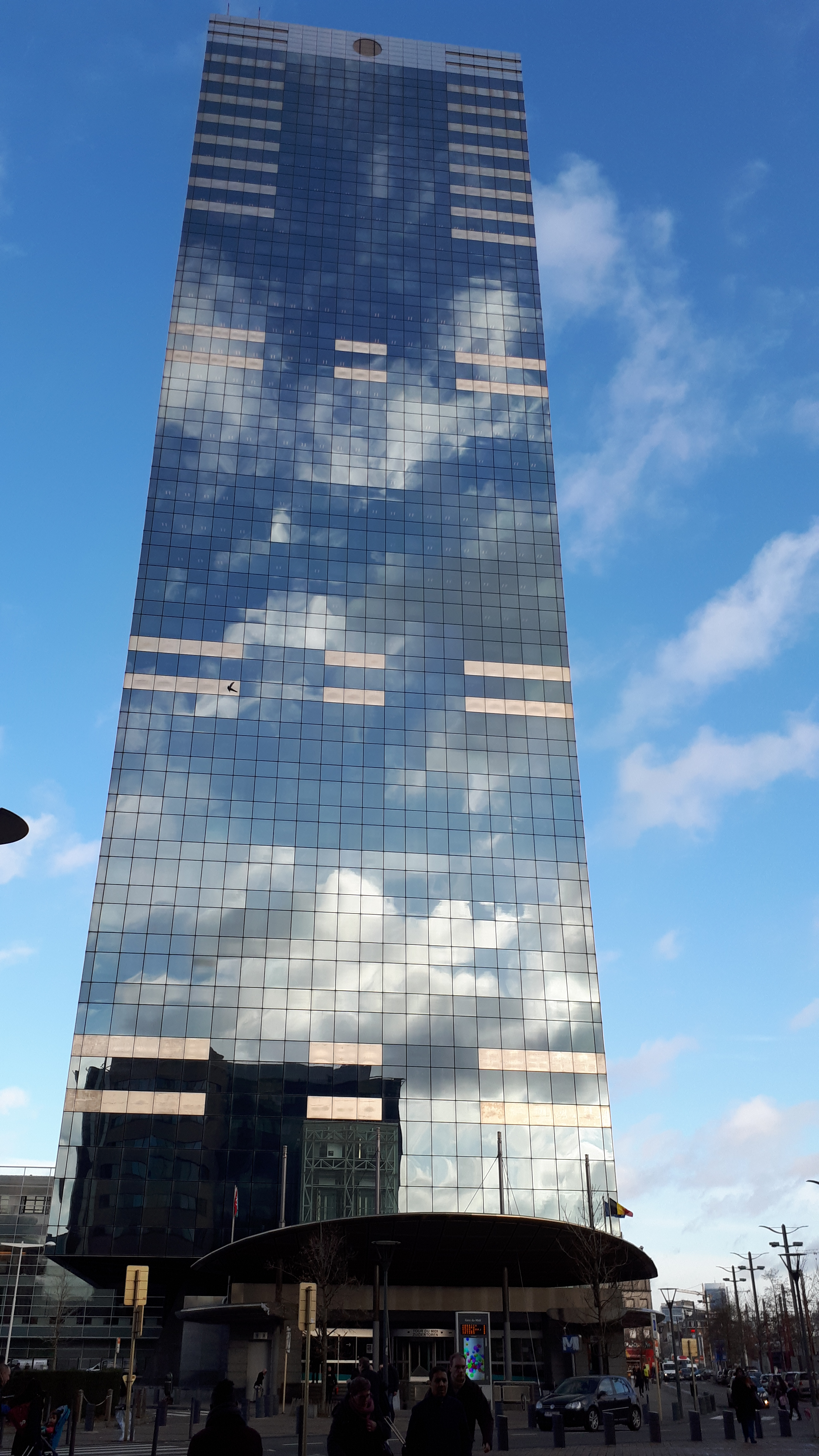
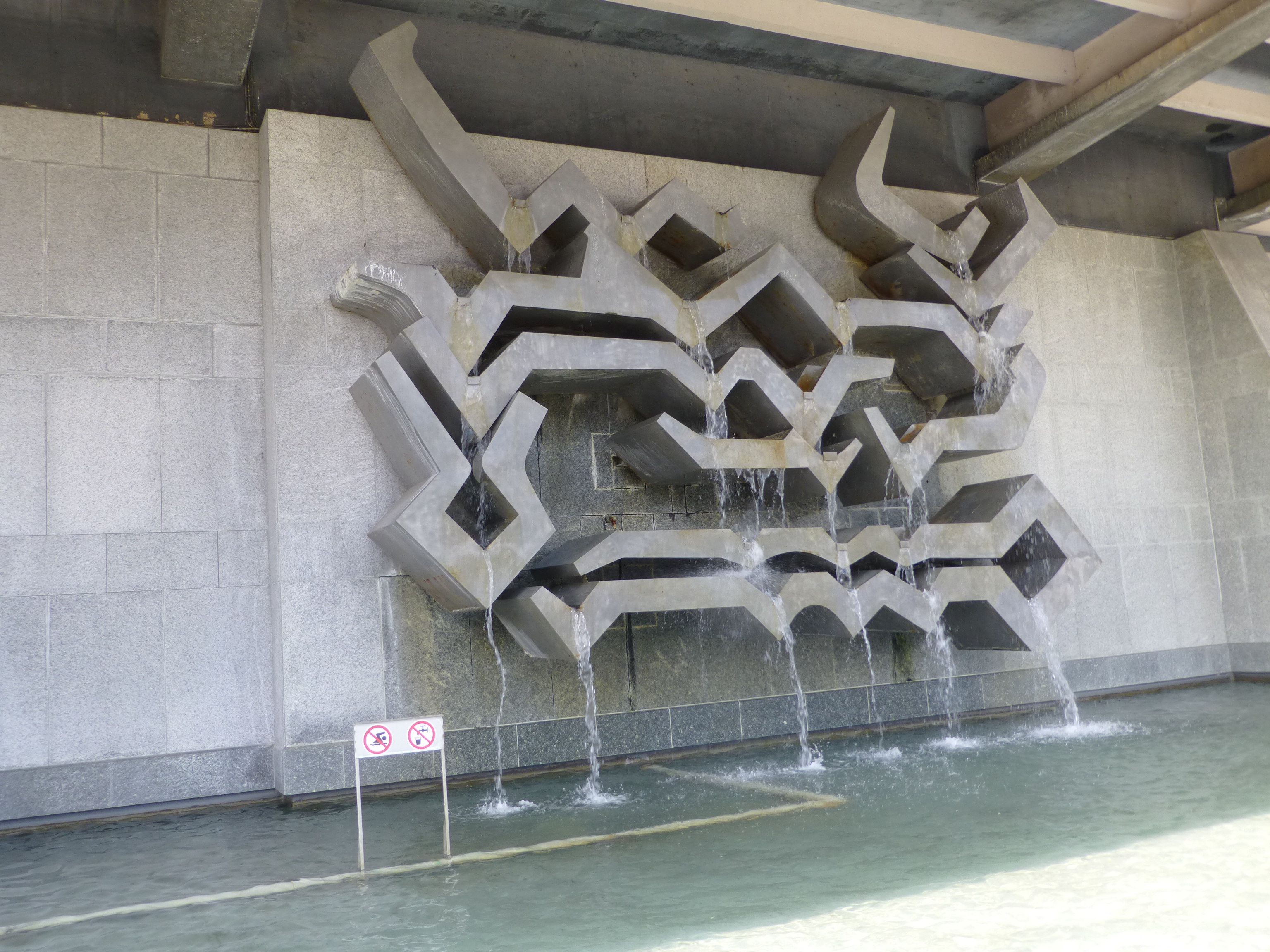
La cascade d'eau au bas de la tour.

## Accès
| ___ | Ce site est desservi par la station de métro : Gare du Midi. |